# Abraxas discata
Abraxas discata är en fjärilsart som beskrevs av W. Warren 1897. Abraxas discata ingår i släktet Abraxas och familjen mätare. Inga underarter finns listade i Catalogue of Life.